# Hostie

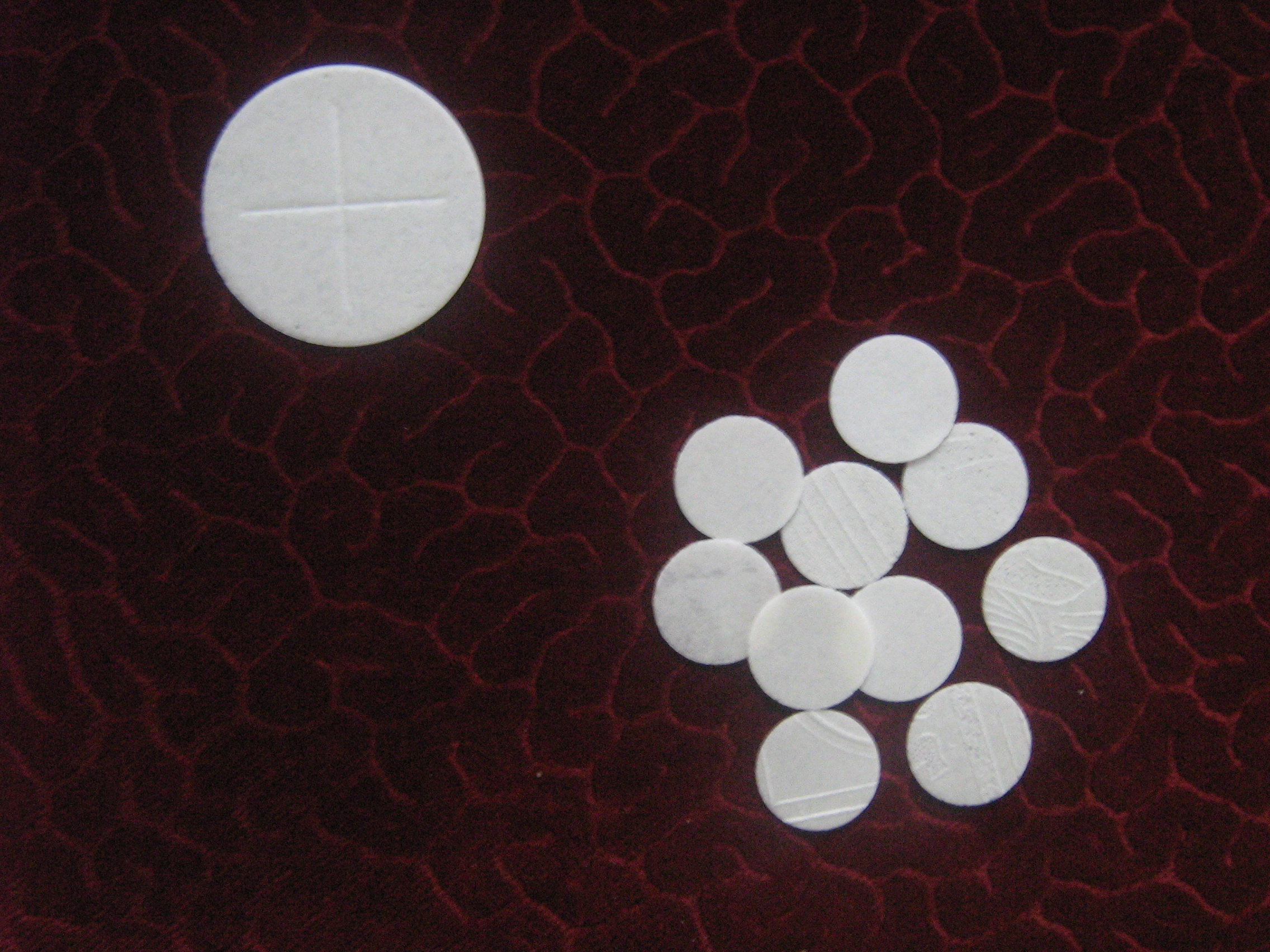
Hosties dans le rite catholique.

Pour les articles ayant des titres homophones, voir Ostie et Osty.
L'hostie, dans les rites liturgiques chrétiens, est du pain sans levain que l'officiant consacre pendant la célébration de l'Eucharistie pour le partager avec les fidèles au cours de la communion.
Dans la théologie catholique, l'hostie devient le corps du Christ, ressuscité d'entre les morts, et dont on célèbre la Résurrection le jour de Pâques.

## Dénominations et fabrication

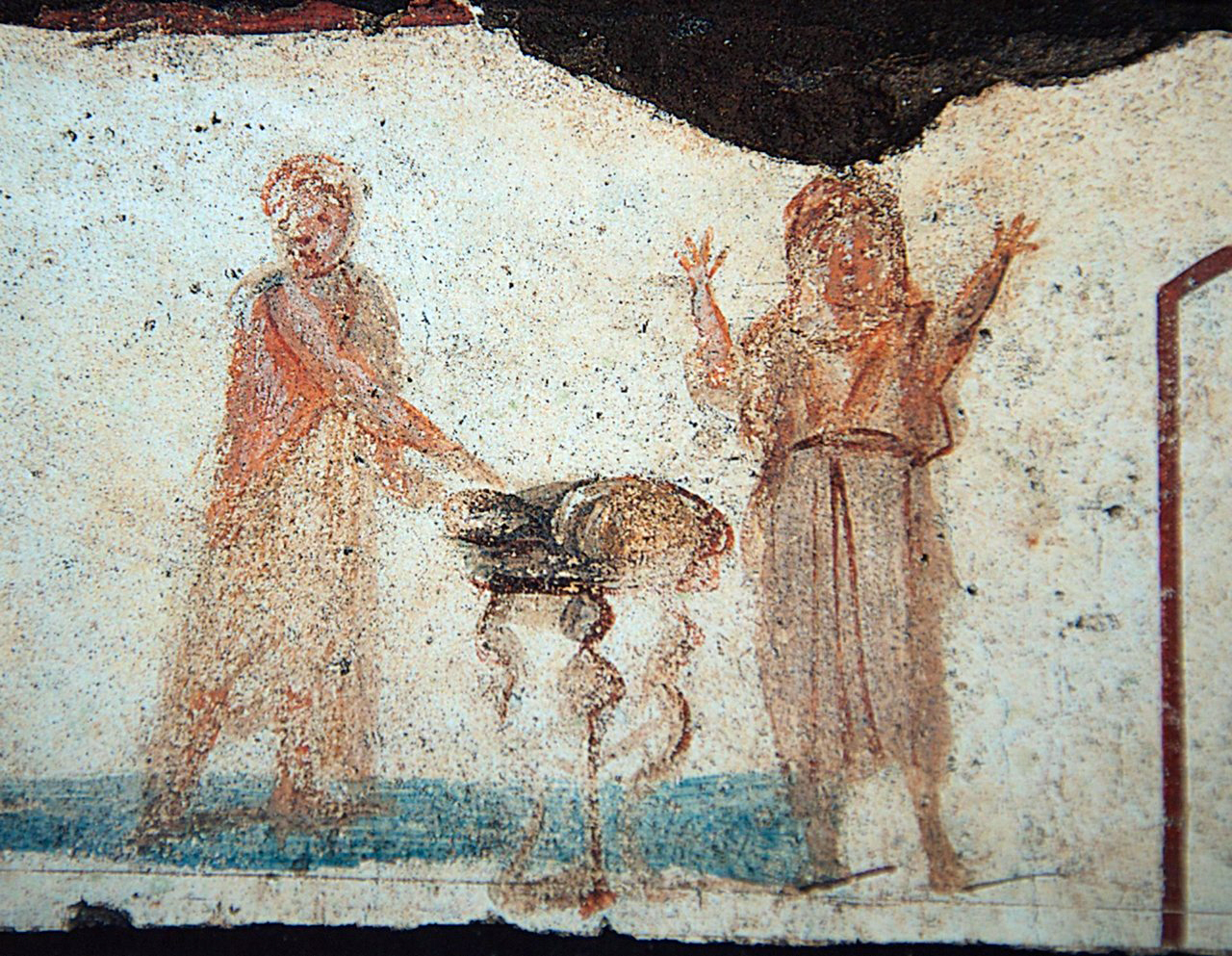
Peinture murale représentant le pain eucharistique, catacombe de Saint-Calixte, IIIe siècle.

L'hostie fut aussi appelée oblata, oiste en ancien français, oublie, pain d'autel, pain à chanter, pain des anges, pain de communion, agneau, nebula, neulle et nieulle (en Flandre).
Le christianisme connaît, comme d'autres religions, la notion de sacrifice et d'offrande au dieu mais à la place de l'immolation d'une hostia (victime en latin) constituée souvent par un animal, il utilise le pain pour représenter le corps de Jésus-Christ, victime « après laquelle nulle autre ne doit plus être immolée », pendant la messe, au moment de la consécration.
Le pain destiné à la consécration a gardé ce nom de « hostie ». Il s’agit d’abord d’un pain ordinaire dont les fidèles font l'oblation volontaire, offrande qui devient obligatoire au VIe siècle après le deuxième concile de Mâcon. La totalité du pain apporté par les fidèles n'est pas utilisée pour la consécration. Ce qui reste est béni, prend le nom d'eulogie et est distribué aux personnes qui n'ont pas communié le jour même ; les catéchumènes, les pécheurs connus et les concubines des clercs sont exclus de la distribution. On prête aux eulogies la vertu de fortifier le corps et l'esprit contre les maladies.

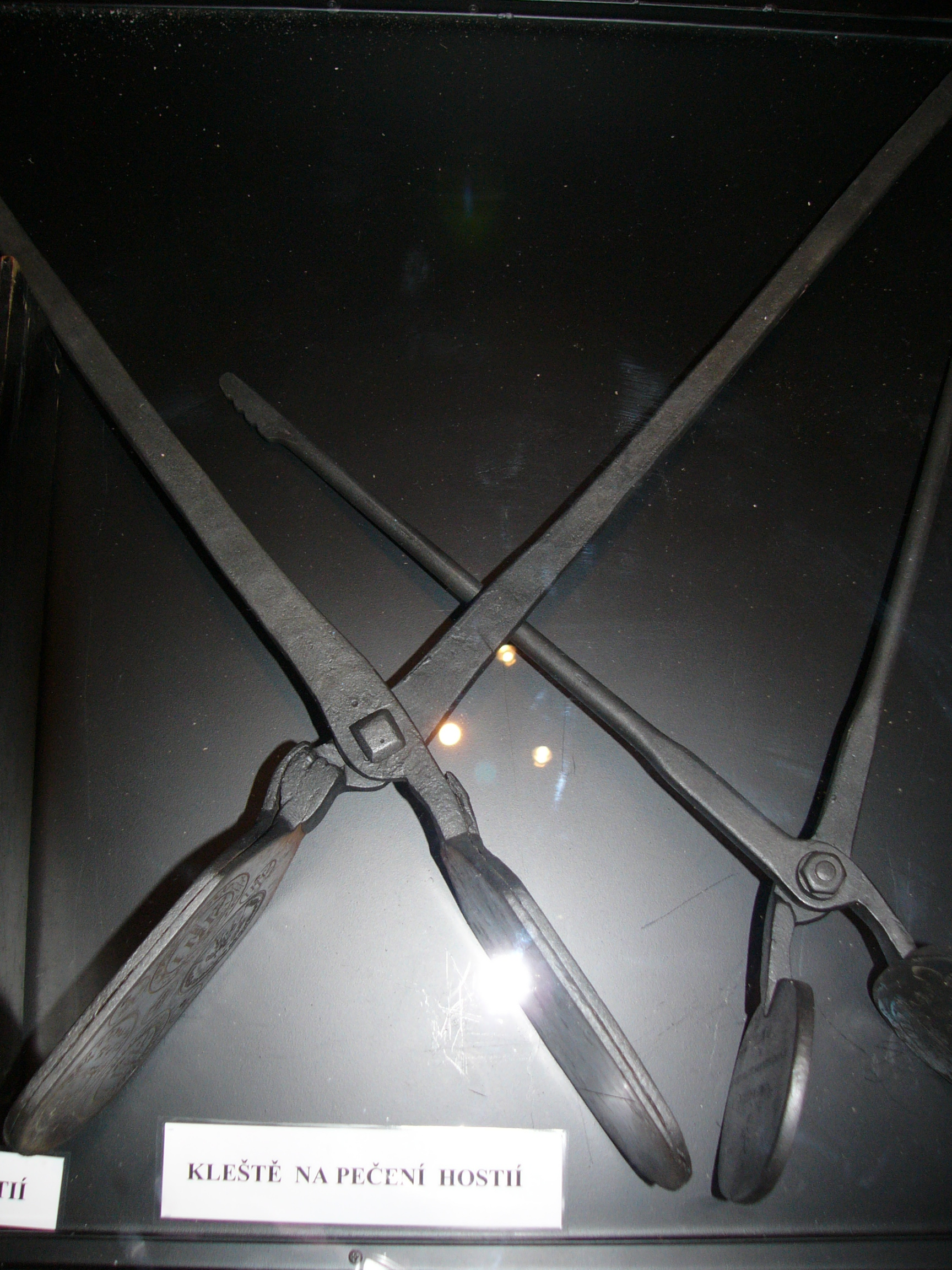
Fer à hosties.

L'hostie est ensuite faite d’un pain sans levain, spécialement préparé pour la messe. Le seizième concile de Tolède décide en 693 que le pain qui va être consacré doit être petit, entier, propre et fabriqué expressément. Jean Mabillon écrit dans De azymo qu'on utilise des fers dès le IXe siècle pour le faire plus petit, plus net et plus commode ; ce sont des femmes vouées au service de l'église qui le confectionnent.
Dès le XIIe siècle, l'hostie est devenue une rondelle de pâte cuite entre deux plaques de fer comme une oublie par les oubloyers (ou oublieurs) qui ont le droit de fabrication (alors que les pâtissiers ne l'ont pas) et pour lesquels ce produit forme une part considérable de leur commerce. Les statuts de la corporation, précisent en 1406 que les oubloyères, qui peuvent pâtisser les oublies en tant que pâtisserie pour le public, ne peuvent « faire pain à célébrer en Église ».
Les images en relief imprimées dans la pâte par le décor en creux des fers représentent les monogrammes IHS et IHC ou des scènes religieuses comme la Cène, la Flagellation, la Crucifixion, etc.

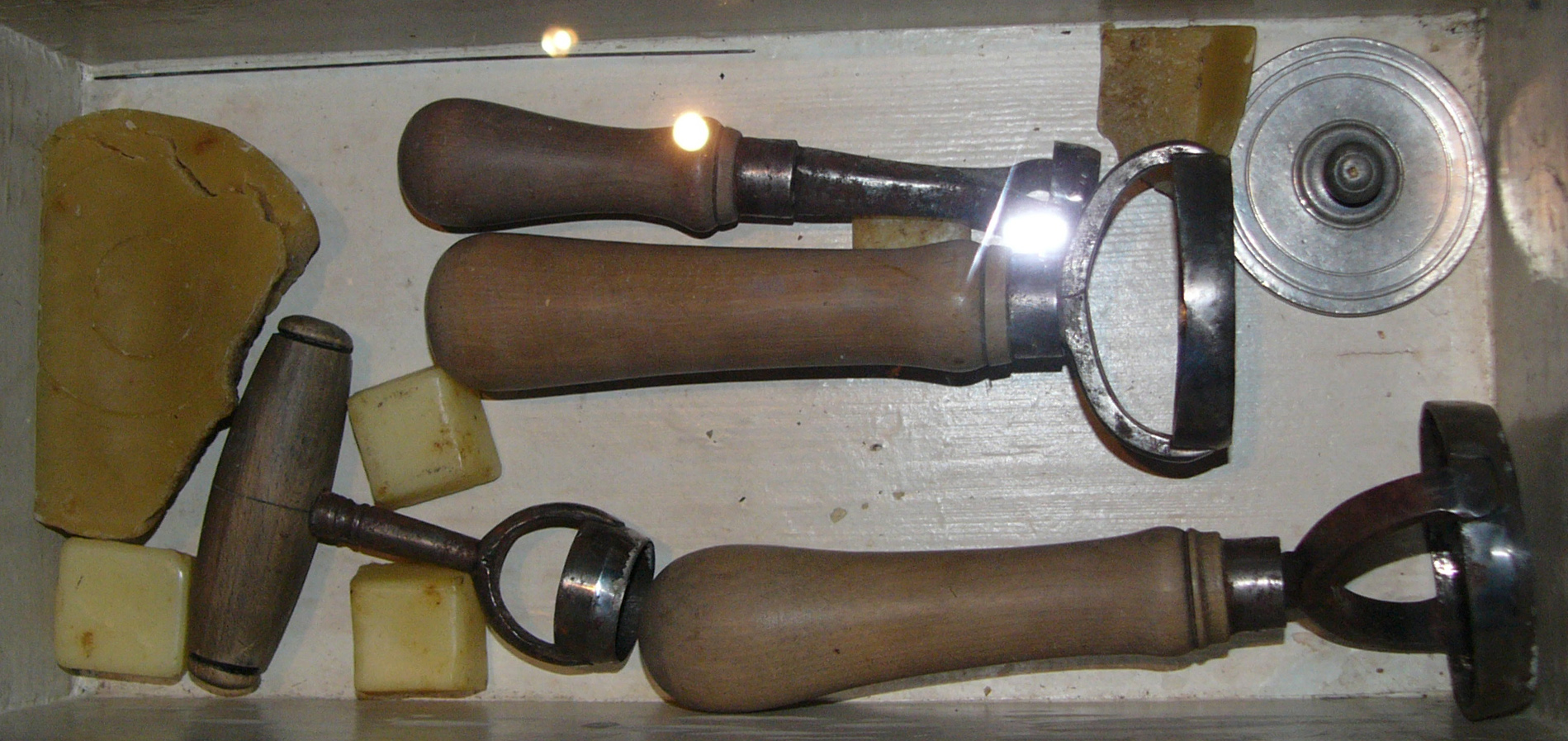
Rondeaux pour la découpe des hosties dans le rite catholique.

Edmond Martène décrit, dans De antiquis monachorum ritibus libri 5 collecti ex variis ordinariis, consuetudinariis ritualibusque manuscriptis, la fabrication de l'hostie par les moines telle qu'elle s'est pratiquée dans les monastères jusqu'au XVe siècle : tri des grains — un par un —, séchage au soleil, moulage entre des meules lavées, pétrissage de la fleur de farine avec de l'eau froide sur une table à bords relevés, cuisson de six hosties à la fois dans les fers sur un feu clair, découpe des hosties avec un rondeau avant dépôt dans un plat couvert d'un linge blanc ; cette fabrication se faisait quand on en avait besoin, mais surtout peu avant Noël et avant Pâques.
Après la Révolution française, les oublieurs français perdent généralement le commerce des hosties, fabriquées alors par les religieux, notamment par les Clarisses et les Carmélites qui deviennent le plus gros fournisseur en France. Le carmel de Laval en fabrique ainsi quatre millions par an, par une méthode artisanale.

## Conservation

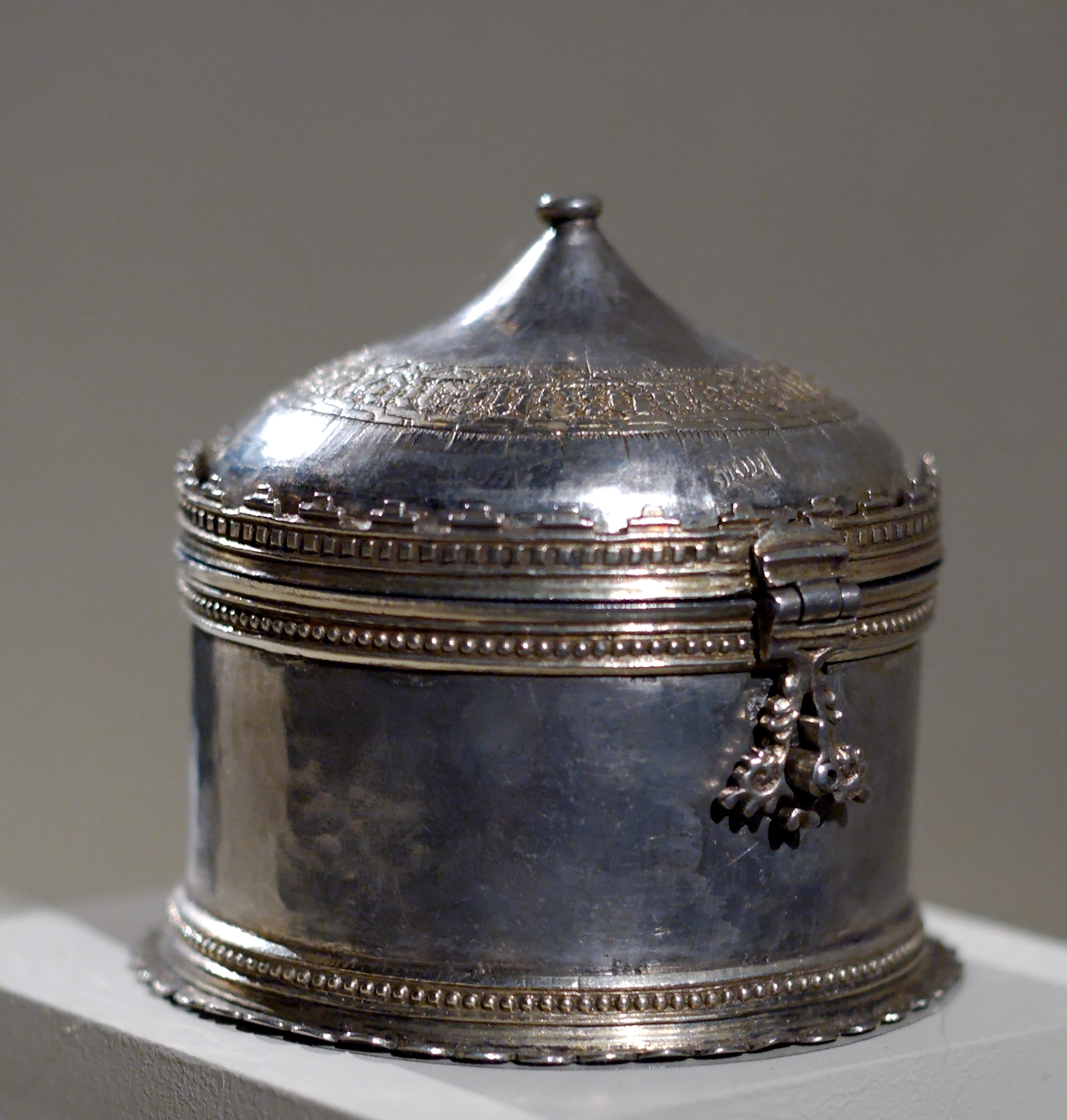
Pyxide du XVe siècle.

L’hostie faite de pain azyme prend peu de place et se conserve bien. S'il reste des hosties consacrées après la communion, elles sont placées dans une pyxide ou dans un ciboire recouvert et rangé dans le tabernacle ; s'il est impossible de les y placer, elles doivent être mangées par le prêtre ou par les fidèles.
Seules les hosties consacrées destinées à la communion des malades et placées dans une custode, ou celle qui est placée dans l'ostensoir pour une procession comme celle de la Fête-Dieu, peuvent sortir d'une église.

## Utilisation religieuse

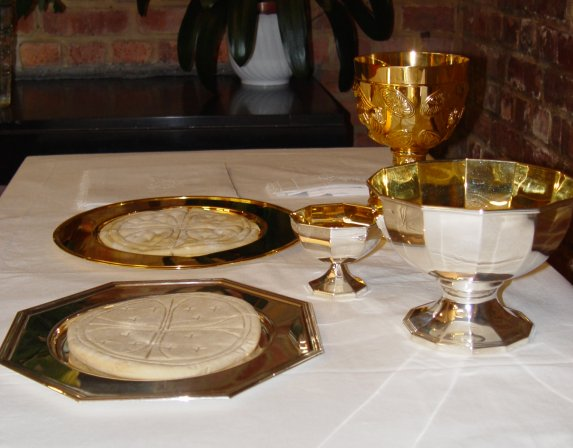
Hosties préparées pour la consécration.

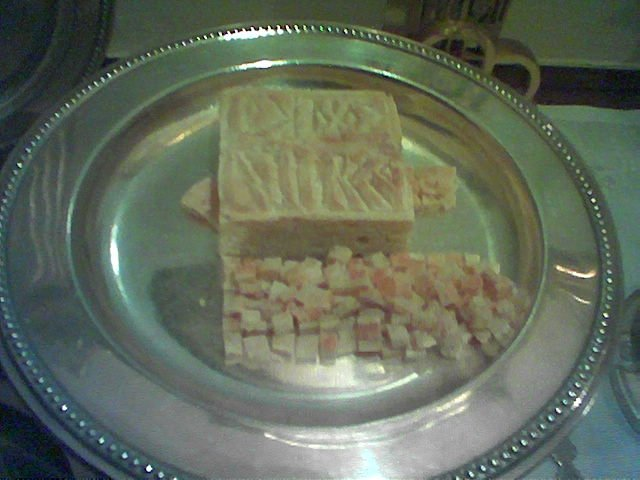
Pain au levain ou prosphore et fragments sur une patène selon la tradition byzantine.

On ne sait pas quand l'usage du pain sans levain comme Sainte Espèce s'est introduit dans l'Église. Que le pain soit fermenté ou non n'a, en soi, aucune importance pour la substance du sacrement mais certaines Églises chrétiennes autres que catholiques romaines y ont attaché une signification dogmatique.
La divergence d'opinion quant à l'utilisation du pain azyme a été l'un des motifs de la division de l'Église entre catholiques et orthodoxes.

### Catholicisme
Dans le rite latin des catholiques, le pain azyme est utilisé comme pour la Pâque juive. Le rite byzantin des Églises catholiques orientales utilise du pain levé comme dans l'Église orthodoxe. L'Église catholique arménienne, Église apostolique arménienne, l'Église catholique syro-malabare et l'Église maronite ont adopté l'usage du pain sans levain. Les traditions orientale et occidentale veulent cependant que le pain soit fait à partir de blé.
Dans la théologie catholique, après que le prêtre a dit au nom du Christ : « Ceci est mon corps livré pour vous » — (paroles de la consécration) prononcées à la place du Christ (in persona Christi) —, l'hostie n'est plus du pain mais le Christ lui-même ressuscité tout entier (à la fois humain et divin), présent « en substance » (dogme de la transsubstantiation). Les catholiques distinguent donc l'hostie non consacrée, simple fragment de pain, et l'hostie consacrée, vrai corps du Christ sous la seule apparence du pain.

### Orthodoxie
Les Églises orthodoxes orientales perpétuent la pratique ancienne de l'utilisation de pain au levain pour l'Eucharistie. Le pain sacramentel, appelé  Prosphora , ne peut être fabriqué qu'à partir de quatre ingrédients : fleur de farine de blé, eau pure, levure et sel. On asperge parfois d'eau bénite la pâte ou le pétrin.
La cuisson ne peut être réalisée que par un chrétien orthodoxe croyant, de préférence récemment confessé, et s'accompagne de prière et de jeûne. Avant la cuisson, chaque pain est formé de deux disques de pâte, placés l'un sur l'autre, et marqué d'un sceau liturgique particulier. Le Prosphora doit être frais, non rassis ou moisi, lors de sa présentation à l'autel. Plusieurs Prosphoras sont souvent cuits et offerts par les fidèles, le prêtre choisissant le meilleur pour l'hostie qui sera consacrée. Les pains restants sont bénis et offerts à l'assistance après la fin de la messe ; ces pains sont appelés Antidôron (ἀντίδωρον).

### Protestantisme
Dans les églises protestantes, il existe une grande variété de pratiques quant au type de pain utilisé, lorsqu'il y a effectivement des hosties (beaucoup de temples ne pratiquent pas cet usage). Certains, comme les luthériens, utilisent des pains au levain ; d'autres continuent d'utiliser du pain azyme, et d'autres encore choisissent le matza. Les hosties sans levain sont variées : elles peuvent être carrées, triangulaires et rondes, et certaines peuvent même être faites de farine de blé entier.
Les catholiques et les orthodoxes, qui croient à la présence réelle du Christ dans l'hostie de l'Eucharistie, regroupent les deux discours de Jean VI sur le pain de vie et sur la Sainte-Cène, alors que certains protestants considèrent la Sainte-Cène comme un devoir de mémoire.
Certains protestants ne croient pas à la présence réelle du Christ dans le pain puisque Jésus-Christ conclut son discours sur le pain de vie par cette phrase : « Les paroles que je vous ai dites sont Esprit et vie » (c'est le cas des églises réformées zwingliennes).
Mais la croyance dans la présence réelle n'est pas forcément un critère de choix : le luthéranisme, tout en croyant à la présence réelle (mais consubstantiative plutôt que transsubstantiative) peut utiliser du pain levé.

## Accusation de profanation

### Accusation de profanation contre les Hérétiques
- Jean Langlois (?-1493), prêtre qui niant la présence réelle, est brûlé vif, place aux Pourceaux à Paris[11], pour avoir piétiné des hosties à Notre-Dame de Paris[12].
- Edmond de La Fosse écolier hérétique exécuté, le 25 novembre 1503, butte Saint-Roch à Paris  pour avoir profané des hosties.

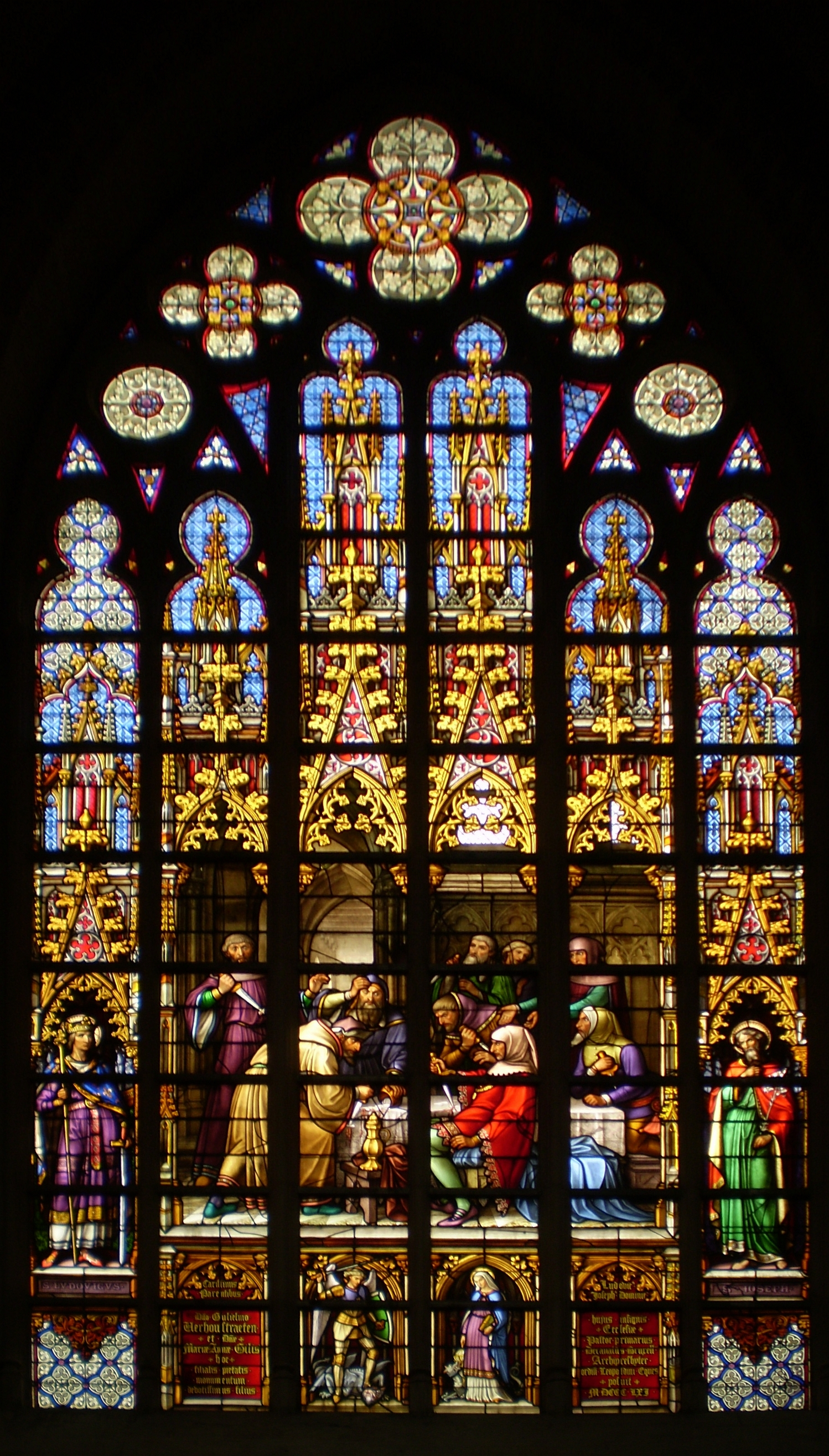
Scène de profanation. Vitrail du XIXe siècle, Bruxelles.

### Accusation de profanation contre les Juifs
Dès le XIIIe siècle, en Europe, les Juifs sont accusés de voler des hosties consacrées et de les profaner pour reproduire la crucifixion du Christ, en les cassant ou les brulant ou en les maltraitant de toute autre façon. Ces accusations causent la mort de nombreux Juifs par décision de justice, ou lors de massacres et pogroms.

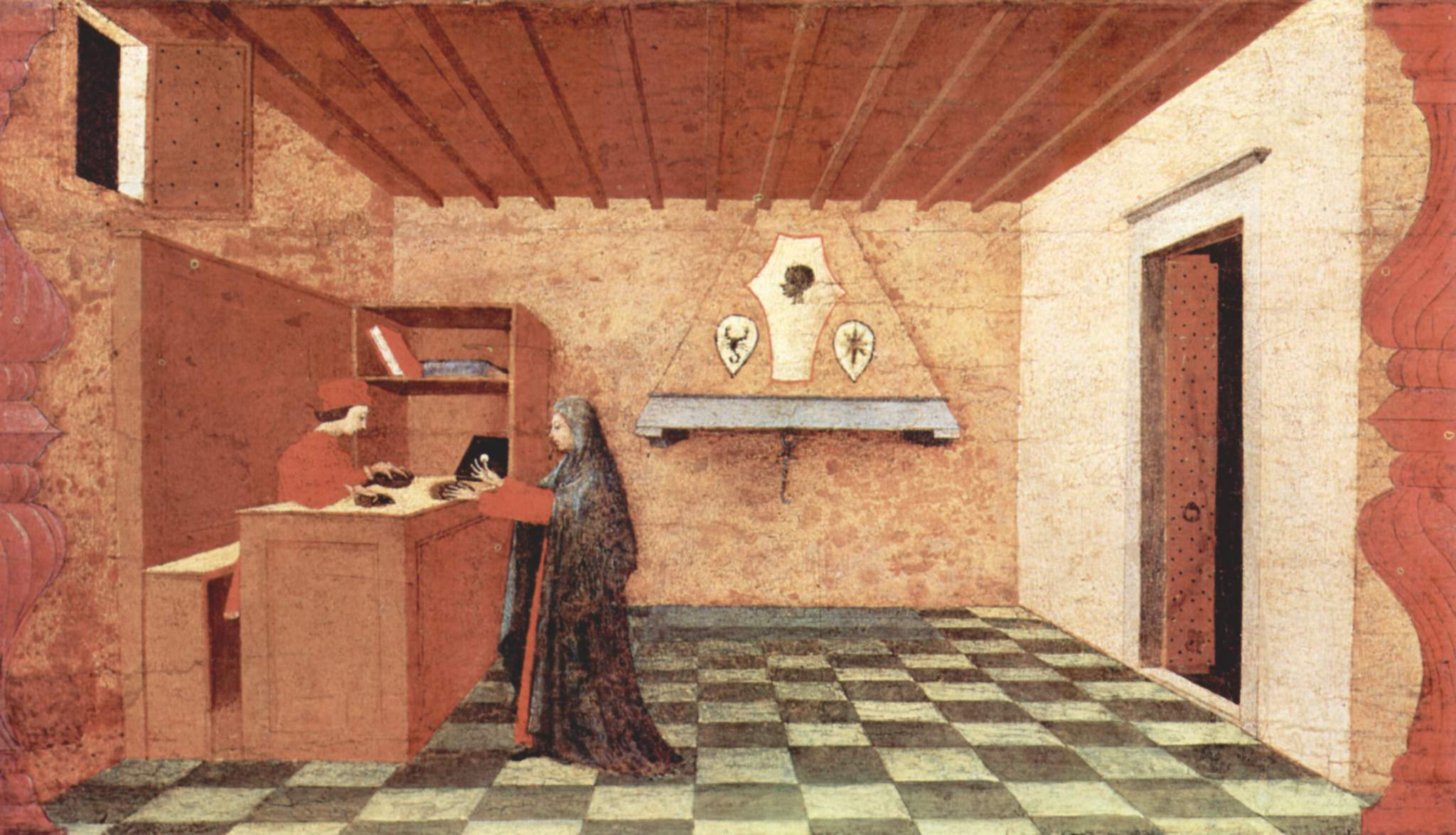
Paolo Uccello, Le Miracle de l'hostie profanée, XVe siècle.

Le Miracle de l'hostie profanée de Paolo Ucello rappelle l'accusation portée en 1290 contre un usurier juif parisien qui aurait demandé une hostie en paiement. En 1370, l'affaire des « hosties sanglantes » ou le « Sacrement du miracle » de Bruxelles permet l'expulsion des Juifs — accusés d'avoir transpercé de poignards des hosties, dérobées dans une chapelle, et dont du sang aurait coulé — du Brabant et la confiscation de leurs biens. En Angleterre, d'où les Juifs ont été bannis en 1290 et où ils ne peuvent revenir qu'en 1650, leur absence n'empêche pas les histoires de profanation de proliférer.
Martin Luther et Sigismond II de Pologne sont les premiers, au XVIe siècle, à repousser ces accusations qui se perpétuent pourtant jusqu'au XXe siècle. Ce n'est qu'après le IIe concile œcuménique du Vatican que les autorités religieuses catholiques admettent le caractère tendancieux et légendaires de ces accusations.

## Dans les arts

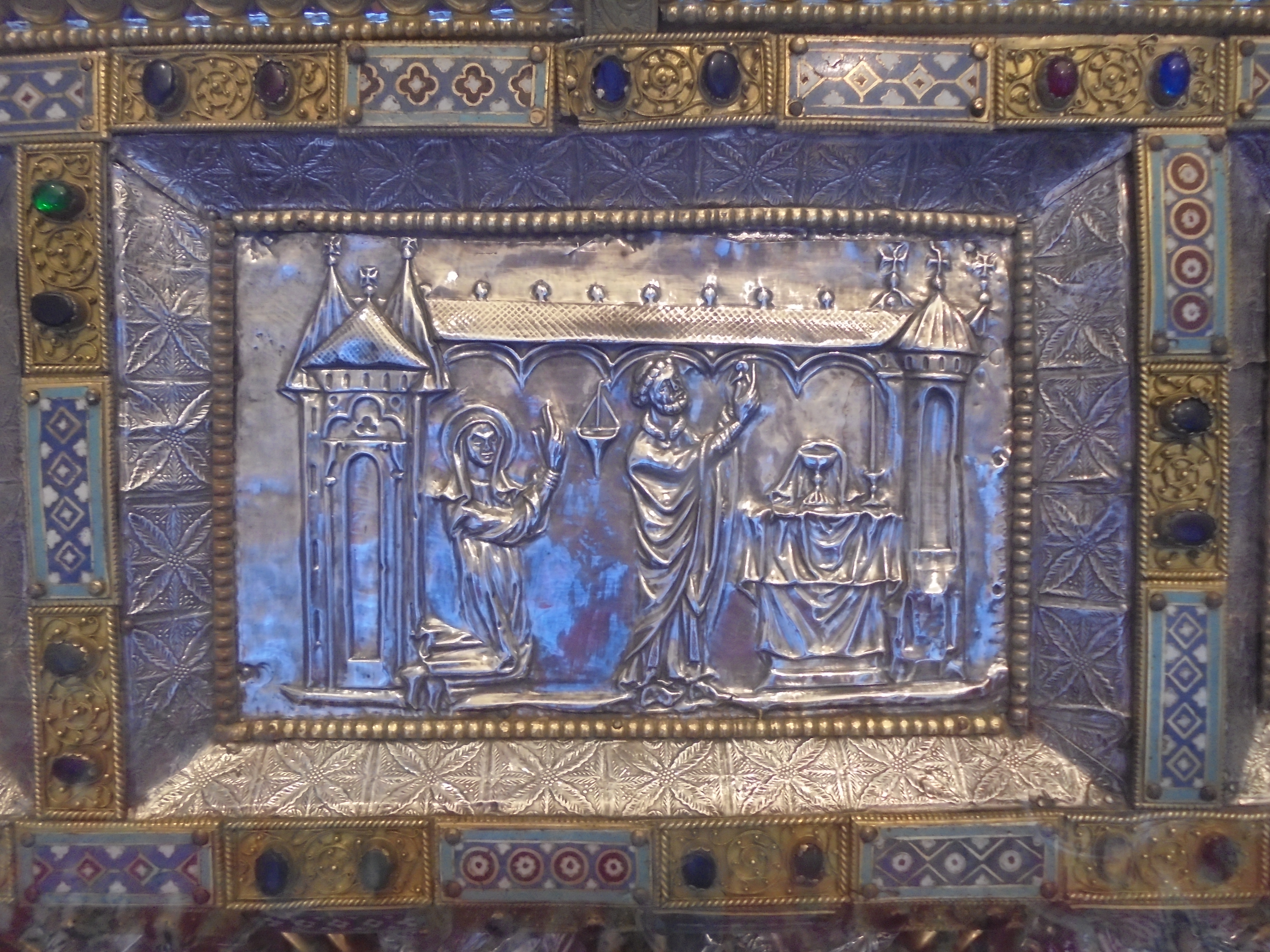
Scène de la Piété de Saint Ode, châsse de Sainte-Ode, 1245-1255.

L'élévation de l'hostie illustre le thème de la piété de Sainte-Ode sur le deuxième des bas-reliefs en argent repoussé qui décorent la toiture de la châsse de Sainte-Ode à Amay.
Le rite de l'élévation de l'hostie après la consécration remonte au XIIe siècle avec un décret d'Odon de Sully.

## Autres usages
- En 868, le concile de Worms recommande aux prêtres et aux évêques d’utiliser l’hostie dans le cadre de l'ordalie : l'innocence d'un prêtre accusé est prouvée s'il avale sans difficulté une hostie consacrée.

- Au Québec, le mot hostie est un sacre commun.